# Mandarim (língua franca imperial tardia)
Mandarim (chinês tradicional: 官話, chinês simplificado: 官话, pinyin: Guānhuà, lit. ‘fala oficial’) era a língua comum falada na administração do império chinês durante as dinastias Ming e Qing. Surgiu como uma medida prática, devido à ininteligibilidade mútua das variedades de chinês faladas em diferentes partes da China. O conhecimento desta língua era, portanto, essencial para uma carreira oficial, mas nunca foi formalmente definido.   A língua era um koiné baseado em dialetos mandarim. A variante do sul falada em torno de Nanjing prevalecia no final da era Ming e no início da era Qing, mas uma forma baseada no dialeto de Pequim tornou-se dominante em meados do século XIX e desenvolveu-se no chinês padrão no século XX.  Em algumas obras do século XIX, era chamado de dialeto da corte.

## História
No final do período imperial, as variedades locais de chinês divergiram a tal ponto que as pessoas de diferentes províncias não conseguiam entender-se umas às outras. A fim de facilitar a comunicação entre funcionários de diferentes províncias e entre funcionários e os habitantes das áreas para as quais foram destacados, as administrações imperiais adotaram uma koiné baseada em vários dialetos do norte. O mandarim do início da dinastia Ming não era idêntico a nenhum dialeto.  Embora a sua variante falada na área de Nanjing, que foi a primeira capital Ming e um importante centro cultural, tenha ganhado prestígio gradualmente ao longo da dinastia. A língua padrão dos Ming e do início dos Qing, quando era baseada nos dialetos do baixo Yangtze, às vezes é chamada de mandarim médio.  Não foi baseado no dialeto de Nanjing.  
Em 1375, o imperador Hongwu encomendou um dicionário conhecido como Hóngwǔ Zhèngyùn (洪武正韻) destinado a fornecer uma pronúncia padrão. O dicionário não teve sucesso, criticado por um lado por se afastar da tradição dos dicionários e tabelas de rimas da dinastia Sung e, por outro, por não refletir com precisão o padrão contemporâneo de discurso elegante. 
O estudioso coreano Shin Suk-ju publicou o Hongmu Jeong'un Yeokhun (洪武正韻譯訓; "Rimas corretas do reinado de Hongwu com tradução e comentários coreanos") em 1455, aumentando o Zhèngyùn fornecendo a pronúncia chinesa de cada palavra usando o recém-criado alfabeto Hangul. Além dessas "leituras padrão", ele registrou um conjunto bastante diferente de "leituras populares", algumas das quais também preservadas nas obras de Choe Sejin. Kim Kwangjo, em seu extenso estudo desses materiais, concluiu que as leituras padrão de Shin constituem uma fonologia idealizada do dicionário anterior, enquanto as leituras populares refletem a fala contemporânea. Em contraste, Yùchí Zhìpíng e Weldon South Coblin sustentam que as duas leituras refletem diferentes versões do discurso padrão do século XV. 

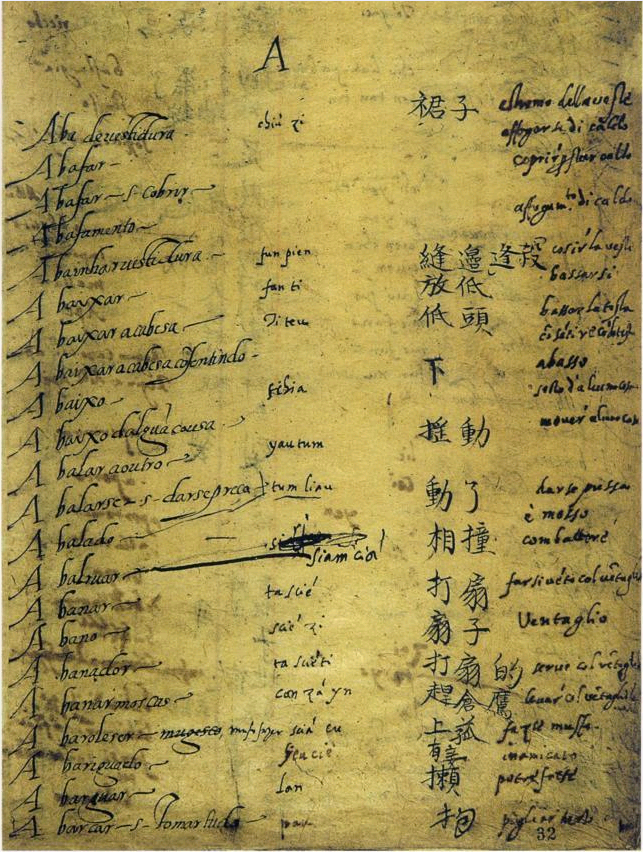
Primeira página do dicionário Português-Mandarim de Ricci e Ruggieri

O termo Guānhuà (官話;官话), ou "língua dos funcionários", apareceu pela primeira vez em fontes chinesas em meados do século XVI.  Mais tarde naquele século, o missionário jesuíta Matteo Ricci usou o termo em seu diário: 
Além dos vários dialetos das diferentes províncias, o vernáculo da província, por assim dizer, existe também uma língua falada comum a todo o Império, conhecido como Quonhoa, uma língua oficial para uso civil e forense. [...] O dialeto Quonhoa está agora em voga entre as classes cultas e é usado entre estrangeiros e os habitantes da província que visitam.
Os missionários reconheceram a utilidade desta linguagem padrão e iniciaram o seu estudo.  Eles traduziram o termo Guānhuà para as línguas europeias como língua mandarim (Português) e la lengua mandarina (Espanhol), significando a língua dos mandarins, ou funcionários imperiais.  Ricci e Michele Ruggieri publicaram um dicionário Português-Mandarim na década de 1580. O guia de Nicolas Trigault para a pronúncia do mandarim foi publicado em 1626.  As gramáticas do mandarim foram produzidas por Francisco Varo (terminado em 1672, mas não impresso até 1703) e Joseph Prémare (1730). 
Em 1728, o Imperador Yongzheng, incapaz de compreender os sotaques dos funcionários de Guangdong e Fujian, emitiu um decreto exigindo que os governadores dessas províncias providenciassem o ensino da pronúncia correta. Embora as Academias de Pronúncia Correta resultantes (正音書院, Zhèngyīn Shūyuàn) tiveram vida curta, o decreto gerou uma série de livros didáticos que fornecem algumas dicas sobre a pronúncia ideal. 

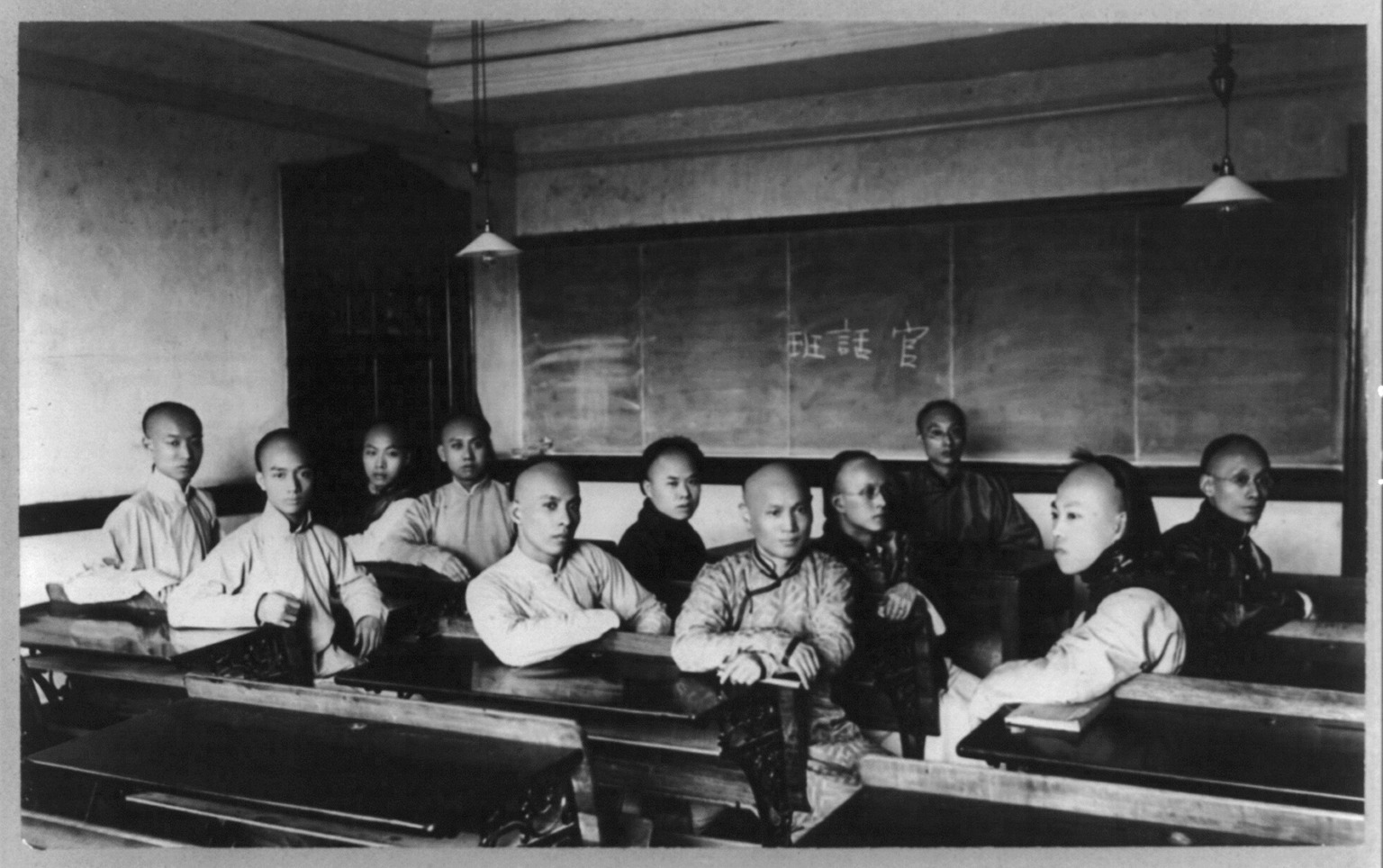
Aula de mandarim, c. 1900

Embora Pequim tenha se tornado a capital em 1420, seu discurso não rivalizou com o prestígio do padrão baseado em Nanjing até meados da dinastia Qing.  Ainda em 1815, Robert Morrison baseou o primeiro dicionário inglês-chinês no baixo Yangtze koiné como o padrão da época, embora admitisse que o dialeto de Pequim estava ganhando influência.  Em meados do século XIX, o dialeto de Pequim tornou-se dominante e era essencial para qualquer negócio com a corte imperial.  O novo padrão foi descrito nas gramáticas produzidas por Joseph Edkins (1864), Thomas Wade (1867) e Herbert Giles (1873). 
No início do século XX, os reformadores decidiram que a China precisava de uma língua nacional. A forma escrita tradicional, o chinês literário, foi substituída pelo chinês vernáculo escrito, que extraiu seu vocabulário e gramática de uma série de dialetos do Norte (agora conhecidos como dialetos mandarim). Após tentativas frustradas de definir um padrão falado entre dialetais, percebeu-se que uma única forma falada deveria ser selecionada. O único candidato realista foi o guānhuà, com sede em Pequim, que foi adaptado e desenvolvido no moderno chinês padrão, que também é frequentemente chamado de mandarim. 

## Fonologia
As iniciais das leituras padrão de Shin Suk-ju (meados do século 15) diferiam daquelas do chinês médio tardio apenas na fusão de duas séries de retroflexos: 
|                      |             | Labial | Coronal | Sibilante | Retroflexo | Velar | Glotal |
| -------------------- | ----------- | ------ | ------- | --------- | ---------- | ----- | ------ |
| Oclusiva ou africada | Surda       | p      | t       | ts        | tʂ         | k     | ʔ      |
| Oclusiva ou africada | Aspiração   | pʰ     | tʰ      | tsʰ       | tʂʰ        | kʰ    |        |
| Oclusiva ou africada | Voz         | b      | d       | dz        | dʐ         | ɡ     |        |
| Nasal                | Nasal       | m      | n       |           |            | ŋ     |        |
| Fricativa            | Surda       | f      |         | s         | ʂ          | x     |        |
| Fricativa            | Voz         | v      |         | z         | ʐ          | ɣ     |        |
| Aproximante          | Aproximante | ʋ      | l       |           | r          |       | ∅      |

O sistema de Sin teve menos finais do que o Chinês médio tardio. Em particular, as paradas finais -p, -t e -k foram todas fundidas como uma parada glótica final, conforme encontrado no mandarim Jiang-Huai moderno: 
|      | əj  | əw  | əm  | ən  |     | əjŋ | əʔ  | əjʔ  |
| z̩, r̩ |     |     |     |     |     |     | r̩ʔ  |      |
| i    |     | iw  | im  | in  | iŋ  |     | iʔ  |      |
| u    | uj  |     |     | un  | uŋ  | ujŋ | uʔ  | ujʔ  |
| y    |     |     |     | yn  | yŋ  | yjŋ | yʔ  | yjʔ  |
| ɔ    |     |     |     | ɔn  |     |     | ɔʔ  |      |
| je   | jej | jew | jem | jen |     |     | jeʔ |      |
| wɔ   |     |     |     | wɔn |     |     | wɔʔ |      |
| ɥe   |     |     |     | ɥen |     |     | ɥeʔ |      |
| a    | aj  | aw  | am  | an  | aŋ  |     | aʔ  | awʔ  |
| ja   | jaj | jaw | jam | jan | jaŋ |     | jaʔ | jawʔ |
| wa   | waj |     |     | wan | waŋ |     | waʔ | wawʔ |

O sistema tinha as vogais médias [e] e [ɔ], que se fundiram com a vogal aberta [a] na linguagem padrão moderna. Por exemplo,官 e 關 são ambos guān na língua moderna, mas foram distinguidos como [kwɔn] e [kwan] no sistema de Sin.  O tom do nível do chinês médio dividiu-se em dois registros condicionados pela sonoridade da inicial, como nos dialetos mandarins modernos. 
Em comparação com as leituras padrão de Shin, as principais mudanças na língua Ming tardia que foram descritas pelos missionários europeus foram a perda das iniciais sonoras e a fusão de [-m] finais com [-n].  As iniciais [ʋ-] e [r-] tornaram-se fricativas sonoras [v-] e [ʐ-] respectivamente.  [ʔ-] se fundiu em [ŋ-] antes das vogais médias e baixas, e ambas as iniciais desapareceram antes das vogais altas.  No início do século 18, a vogal média [e] / [ɔ] se fundiu com [a].  No entanto, ao contrário da pronúncia contemporânea de Pequim, no início do século 19, o mandarim ainda distinguia entre velares palatalizados e africadas dentárias, a fonte das grafias "Pequim" e "Tientsin" para o que hoje são "Pequim" e "Tianjin". 

## Vocabulário
A maior parte do vocabulário encontrado nas descrições da fala mandarim antes de meados do século XIX foi retido pela linguagem padrão moderna. No entanto, várias palavras que aparecem no vernáculo escrito de base mais ampla dos períodos Qing e anteriores estão ausentes dos primeiros relatos da fala padrão. Isso inclui palavras agora comuns como hē 'beber', hěn 'muito', suǒyǒude 'tudo, seja o que for' e zánmen 'nós (inclusive)'.  Em outros casos, a forma norte de uma palavra substituiu a forma sul na segunda metade do século 19, como em dōu 都 'todos' (anteriormente dū) e hái 'ainda,' (anteriormente huán). 